# ロバート・バーンズ・ウッドワード
ロバート・バーンズ・ウッドワード（Robert Burns Woodward, 1917年4月10日 - 1979年7月8日）は、アメリカ合衆国の有機化学者。有機合成化学に対する顕著な貢献に対して1965年にノーベル化学賞を受賞した。その多大な業績から「20世紀最大の有機化学者」 と評価されている。

## 人物
マサチューセッツ州ボストンで、イングランド系移民の父アーサー・ウッドワードと母マーガレット（旧姓バーンズ、スコットランド・グラスゴー出身）の間に生まれた。早くから化学に関心を持ち、1933年にマサチューセッツ工科大学 (MIT) に入学したが勉強不足で翌年放校処分となった。しかし1935年に再度入学を認められ、1936年学士号を取得、さらに翌年には博士号を授与された。その後主にハーバード大学で研究を行った。
1942年からキニーネの全合成に取り組み始め、1944年にウィリアム・デーリングと共に完成させた。この際に用いた「余分な環を作ることにより立体化学を制御する」という手法は、以降天然物全合成における標準的手法となった。
天然物の合成研究（抗生物質やキニーネ、コレステロール、コルチゾン、ストリキニーネ、リゼルグ酸、レセルピン、クロロフィル、コルヒチン、ビタミンB12の全合成）により、1965年にノーベル化学賞を授与された。
また同年、ロアルド・ホフマンとともに、有機化学反応の立体選択性を予測する法則（ウッドワード・ホフマン則）を導いた。ウッドワードは合成化学の経験に基づく彼の着想を、分子軌道の対称性に基づいて定式化した。彼はホフマンにその考えを確認するための理論計算を依頼し、ホフマンは彼の考案した拡張ヒュッケル法で計算を行った。ホフマンはこの業績により1981年ノーベル化学賞を受賞したが、ウッドワードはすでに死去していたので再受賞はできなかった。
ハーバード大学とともに1963年、スイス・バーゼルに設立された「ウッドワード研究所」の所長を務めた。またMITおよびワイツマン研究所（イスラエル）の評議員でもあった。
ウッドワードはさらに有機合成化学の研究を続け、1971年にビタミンB12の合成法を発展させた。マサチューセッツ州ケンブリッジで死去したときは抗生物質エリスロマイシン合成の研究中であった。この研究は彼のチームにより1981年に完成された。

## 若年期・教育
ロバートは、マサチューセッツ州ボストンのアーサー・ウッドワード（イングランド系移民、マサチューセッツ州ロックスベリーの薬剤師ハーロウ・エリオット・ウッドワードの息子）とマーガレット（旧姓バーンズ、スコットランド・グラスゴー出身）の間に生まれた。ロバートが1歳の時、父は1918年のスペインかぜの大流行で死去した。
非常に幼い頃からウッドワードは化学に関心を持ち、マサチューセッツ州クインシーの公立小学校および中等学校に通う間、個人的に化学の勉強に励んだ。高校に入学する頃には、当時広く使われたLudwig Gattermannの実験有機化学の教科書のほとんどの実験を何とか行うことができるようになっていた。1928年に、ウッドワードはボストンにあるドイツ大使館の総領事に連絡を取り、ドイツの学術雑誌で発表されたいくつかの原著論文のコピーを入手した。後にウッドワードはアーサー・C・コープ賞の受賞講演で、このときに手にした論文の中でディールス・アルダー反応を報告する原著論文に偶然出会った時、どれだけ心をとらえられたかについて述べている。彼のキャリアを通して、ウッドワードはこの反応について、理論的ならびに実験的手法の両面から繰り返し研究した。1933年、マサチューセッツ工科大学 (MIT) に入学したが勉強不足で翌年放校処分となった。しかし1935年に再度入学を認められ、1936年学士号 (B.Sc. in chemistry) を取得、さらにすぐ翌年（1937年）には博士号 (Ph.D. in chemistry) を授与された。ウッドワードの博士論文研究は女性ホルモンのエストロンの合成に関連したものであった。ウッドワードの指導教員は、ジェームズ・フラック・ノリスとエイブリー・エイドリアン・モートンであったが、彼が実際に彼らの助言を受けたかどうかは定かではない。イリノイ大学に博士研究員として短期間在籍した後、1937年にハーバード大学のElmer P. Kohlerのウッドワードは1937年から1938年までのハーバード大学の特別研究員 (Junior Fellow) の資格を得て、その後一生様々な立場でハーバード大学に残った。1960年代に、ウッドワードはDonner Professor of Scienceの称号を得た。これによって、正規教育過程での授業から解放され、全ての時間を研究に打ち込むことが出来るようになった。

## 初期の研究
1940年代のウッドワードの最初の大きな業績は、天然物の構造決定における紫外分光法の応用に関する一連の論文である。同時に、ウッドワードは多量の実験データを収集し、後にウッドワード則と呼ばれる一連の法則を考え出した。この法則は、新規天然物質や非天然の合成分子の構造を探るのに応用することができる。新たに開発された機器分析技術の目的にかなった利用は、キャリアを通じたウッドワードの特徴であり、これらの機器分析技術はそれまで使われていた非常に退屈で長い化学的な構造決定法からの根本的な変化をもたらした。
1944年、彼のポスドク研究者であったウィリアム・デーリングと共に、ウッドワードはマラリアの治療に用いられるアルカロイドであるキニーネの合成を発表した。この合成は日本占領下の東南アジアから入手困難な医薬化合物の調達におけるブレイクスルーであると宣伝されたが、実際に実用的なスケールに適用するには長く面倒な合成法だった。しかし、この合成は化学合成における画期的な出来事であった。この合成におけるウッドワードの際立った洞察力は、ドイツ人化学者Paul Rabeが1905年にキノトキシンと呼ばれるキニーネの前駆体をキニーネに変換していることに気が付いたことだった。したがって、キノトキシン（実際にウッドワードが合成した）を合成すればキニーネに辿り着くことが出来る。ウッドワードがこの業績を達成した時、有機合成はまだ大部分が試行錯誤のものであり、誰もこのような複雑な構造実際に組み立てることが出来るとは考えていなかった。ウッドワードは、有機化学を合理的な科学にすることが出来ること、そして合成が反応性および構造についての確立した原理によって力を得られることを示した。この合成は、後に彼が手がけることになる非常に複雑でエレガントな一連の合成の最初のものであった。

## 後期の業績とその影響

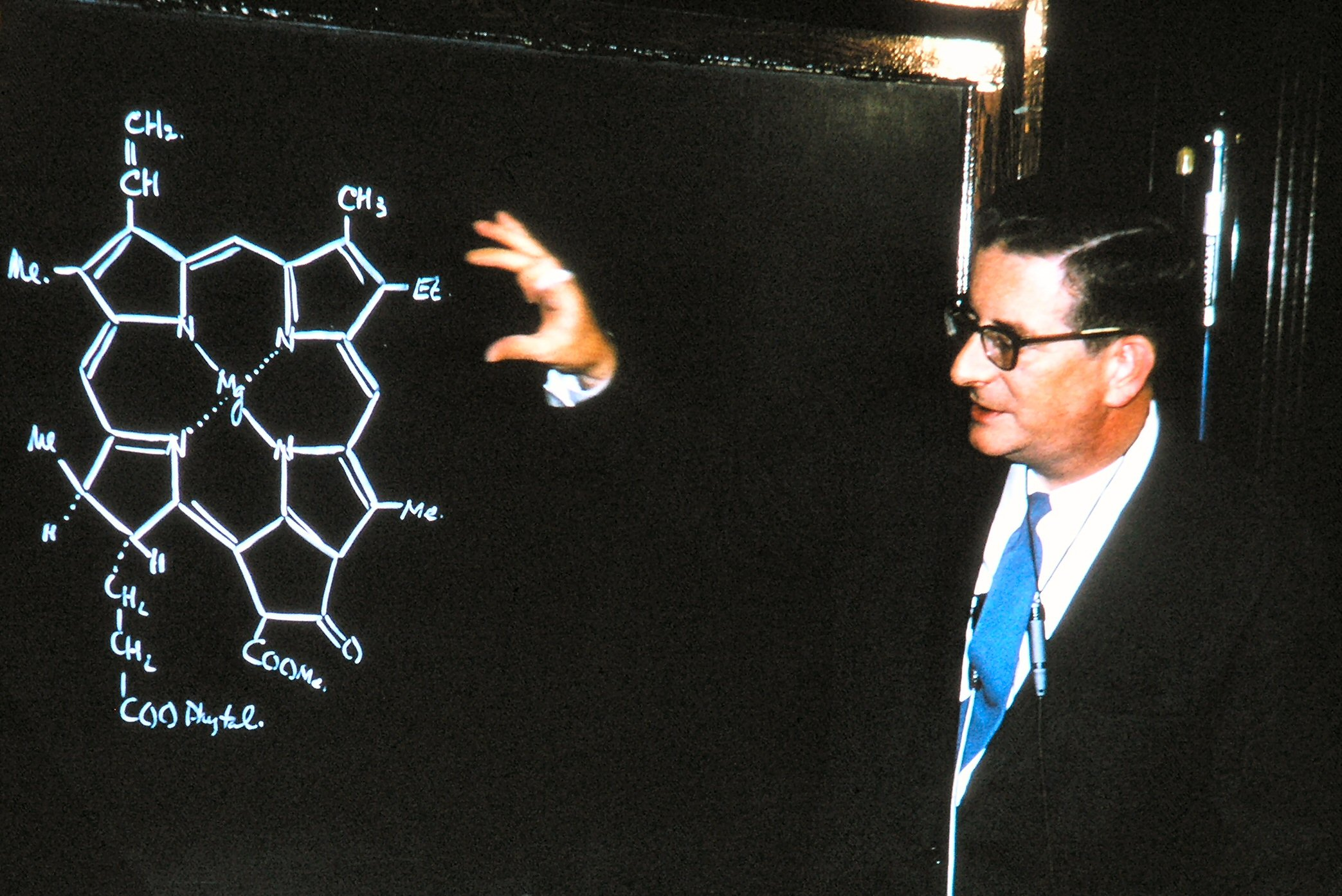
1965年、クロロフィルについて解説するウッドワード博士。ケンブリッジにて。

1930年代を頂点として、イギリスの化学者クリストファー・ケルク・インゴールドとロバート・ロビンソンは有機反応の反応機構について研究を行い、有機分子の反応性を予測することが可能な経験則に辿り着いた。ウッドワードはそれらのアイデアを合成の骨組に用いたおそらく最初の有機合成化学者である。ウッドワードの手法は、後に続く多くの医学的に重要かつ構造的に複雑な天然物を合成した合成化学者の仕事への刺激となった。

### 有機合成とノーベル賞
1940年代後半の間、ウッドワードはキニーネ、コレステロール、コルチゾン、ストリキニーネ、リゼルグ酸、レセルピン、クロロフィル、セファロスポリン、コルヒチンなど多くの複雑な天然物を次々に合成した。これらによって、ウッドワードは、物理有機化学の法則を注意深く応用し細心の計画を立てることにより天然物を合成することが出来ることを示し、ウッドワードの時代 (Woodwardian era) とも呼ばれることのある合成の新時代の扉を開いた。
ウッドワードによる合成の多くは驚異的であると称えられた。彼が合成するまで、それらの天然物を実験室で調製することは不可能だろうと考えられていた。ウッドワードの合成はまた、芸術的な要素を有していると表現され、その後の合成化学者は利便性と共に常に美しさを合成の中に追い求めている。また彼の仕事は、当時新たに開発された赤外分光法（IR）や、核磁気共鳴分光法（NMR）技術を徹底的に使用している。ウッドワードの合成におけるもう一つの重要な特徴は、立体化学や三次元空間における分子の特定の配置に対する注目である。医学的に重要なほとんどの天然物（医薬品）は、それが特定の立体化学を持つときにのみ効果を示す。このことから、特定の立体化学を有する化合物を作り出す「立体特異的合成」に対する要求が生まれた。今日では立体特異的合成が合成経路に含まれることはごく普通のことだが、ウッドワードは立体特異的な反応が緻密かつ合理的な計画によって実行できることを示したパイオニアである。彼の合成の多くは化合物中に構造を固定する要素を導入することによって特定の配置を分子に取らせる戦略を含んでおり、今日の標準的な戦略となっている。この点において、特にウッドワードによるレセルピンとストリキニーネの合成は大きな進歩である。
第二次世界大戦の間、ウッドワードは軍需生産委員会 (War Production Board) のペニシリンプロジェクトのアドバイザーを務めていた。しばしばペニシリンのβ-ラクタム構造を提唱した功績を認められているが、実際に提唱したのはメルク社とオックスフォード大学の化学者達であり、続いて他のグループ (Shellなど) によって研究された。ウッドワードは最初、Peoriaのペニシリングループによる誤った三環性構造（チアゾリジンが縮環しアミノ架橋したオキサジノン）を支持していた。その後、彼はβ-ラクタム構造を認め、当時同世代の有機化学者の第一人者であったロバート・ロビンソンが提唱したチアゾリジン-オキサゾロン構造に対抗した。 最終的に、1945年、ドロシー・ホジキンによってX線結晶構造解析が行われ、β-ラクタム構造が正しいことが示された。

ウッドワードはまた、赤外分光法と化学分解の技術を複雑な分子の構造決定に応用した。それらの構造決定の中でも特筆すべきなのがサントン酸、ストリキニーネ、マグナマイシン、テトラサイクリンの構造決定である。テトラサイクリンに関して、ウッドワードの同僚とノーベル賞受賞者デレック・バートンは次にように述べている。
構造決定のパズルにおいてこれまで行われた中で最も輝かしい解析は、疑いなくテラマイシン（テトラサイクリン）問題の解決（1953年）である。この問題には大きな産業的重要性があったため、多くの優れた化学者が構造決定のために膨大な量の研究を行っていた。この問題を解決するのに過剰なデータがあると思えた。何故なら、かなりの数の実験結果が、実験的に正しいにもかかわらず、非常に誤解を与えるものであったためである。ウッドワードは、大きなボール紙を取りそれに全ての実験事実を書き、思考のみによって、テラマイシンの正しい構造を推定した。当時、他の誰もそれは不可能であった。
それらの一つ一つの場合において、ウッドワードは化学的直感によって融合された合理的な事実と化学的な原則が、いかに課題を達成するために用いることができるかを再び示した。
1950年代前半、ウッドワードは、後にハーバードに来ることになるイギリスの化学者ジェフリー・ウィルキンソンと共に、有機分子と鉄によって構成された化合物であるフェロセンの新しい構造を仮定した。これによって、工業的に非常に重要な分野へと成長する有機金属化学分野の始まりが記された。この業績によって、ウィルキンソンは、エルンスト・オットー・フィッシャーと共に1963年のノーベル化学賞を受賞している。ある歴史家達は、ウッドワードがこの業績によってウィルキンソンと共にノーベル賞を受賞すべきであると考えている。またウッドワード自身もそう考えており、ノーベル委員会に手紙で彼の考えを表明している。
ウッドワードは、有機合成法への貢献によって1965年のノーベル化学賞を受賞した。受賞講演で、ウッドワードは抗生物質セファロスポリンの全合成について述べ、ノーベル賞のセレモニーまでに合成が完了するように合成スケジュールを無理に進めたのだとした。

### ビタミンB12の合成とウッドワード・ホフマン則
1960年代前半、ウッドワートはこれまでに合成された中で最も複雑な天然物であるビタミンB12の全合成に着手した。彼の同僚であったチューリッヒのアルバート・エッシェンモーザーとの協力により、ほぼ100名の学生と博士研究員からなるチームがこの分子の合成を長年研究した。この仕事は最終的に1973年に発表され、有機化学の歴史において画期的な出来事の一つとなっている。ビタミンB12の合成はほぼ100段階からなり、ウッドワードの仕事を特徴的づけてきた綿密な計画と分析が行われた。この仕事は他の何よりも、十分な時間と計画があればどんな複雑な物質の合成も可能である、と有機化学者達に確信させた。2019年現在、ビタミンB12の全合成はこれ以後報告されていない。
同年に、ウッドワードがビタミンB12合成の間に得た所見から、ウッドワードとロアルド・ホフマンは、有機化学反応の生成物の立体化学を予測する、ウッドワード・ホフマン則と呼ばれる理論を発見した。ウッドワードは彼の有機合成化学者としての経験に基づいて、分子軌道の対称性に基づく彼の着想を定式化した。ウッドワードは、ホフマンに彼の考えを検証するための理論的計算を依頼し、ホフマンは彼の考案した拡張ヒュッケル法で計算を行った。この「ウッドワード・ホフマン則」による予測は、多くの実験によって実証された。ホフマンは、異なるアプローチで同様の業績を挙げた日本人化学者福井謙一と共に1981年のノーベル化学賞を受賞した。存命であれば、ウッドワードも間違いなく2つ目のノーベル賞を得ただろう。

## ウッドワード研究所と晩年
ハーバード大学在籍中、ウッドワードはスイスバーゼルに1963年に設立されたウッドワード研究所の所長を務めた。また、彼の母校であるMITの評議員を1966年から1971年までたほか、イスラエルのワイツマン研究所の評議員を務めた。

ウッドワードは、就寝中、心臓発作によりマサチューセッツ州ケンブリッジで死去した。当時、彼は抗生物質エリスロマイシンの合成を行っていた。彼の学生の一人は彼に次のように述べている。
私はR. B. ウッドワードから多大な恩恵を受けた。彼は、結果についての明白なアイデアによってではなく、知性と努力がそれらを解決するという自信によって困難な問題に挑むことが出来ることを、私に示した。彼は、現代有機化学の美を、詳細で注意深い論理的思考の分野との関連を、私に示した。彼は、専門化する必要がないことを、私に示した。ウッドワードは、合成戦略、難しい構造の推定、新たな化学の発明、理論的な側面について多大な貢献をした。彼は彼の生徒に、我々の科学に完全に没頭することによって満足が得られるのだ、と模範を示して教えた。このような素晴しい化学者との交流の記憶を私は宝として大切にする。

## 家族
1938年に、ウッドワードはIrja Pullmanと結婚した、Irjaとの間には2人の娘がいる。1946年、ポラロイド社で出会った画家で技術者であるEudoxia Mullerと結婚した。この結婚は、1979年のウッドワードの死まで続き、娘1人と息子1人を授かった。

## 論文
生涯に渡る、ウッドワードの筆頭著者、共著者としての論文は約200報あり、その内85報がフルペーパー、残りはコミュニケーション、講演記録、総説などである。彼の科学活動の速度は全ての実験の詳細を発表する許容量をすぐに上回り、彼が携わった多くの仕事は彼の死後数年まで発表されなかった。ウッドワードは、200名以上の有能な博士院生と博士研究員を鍛え、彼らの多くが後に際立ったキャリアを送った。
著名な彼の生徒としては、Robert M. Williams（コロラド州立大学）、Harry Wasserman（エール大学）、岸義人（ハーバード大学）、スチュアート・シュライバー（ハーバード大学）、William Roush（スクリプス研究所）、スティーヴン・ベナー（Steven A. Benner、フロリダ大学）、Christopher Spencer Foote（UCLA）、ケンダール・ハウク（Kendall Houk、UCLA）、ポルフィリン化学者Kevin M. Smithがいる。

## 個性
彼の講演はしばしば3〜4時間に及んだ。彼の最も長い講演時間はEdgar Heilbronnerによって時間の単位「ウッドワード Woodward」と定義され、それ以後の彼の講演の所要時間は数百ミリウッドワードとして考えられた。講演の多くで、彼はスライドの使用を控え複数色のチョークを使用して美しい構造を描いた。通常、講演を開始するにあたって、ウッドワードは到着するとカウンター上に大きな2つの白いハンカチーフを配置した。一方の上には4色か5色の新品のチョークが、一列に整然と並べられた。もう一方のハンカチーフ上には、同様に葉巻が一列に並べられた。葉巻は次の葉巻に火を付けるのに用いられた。ハーバードでの彼の有名な木曜日セミナーは、しばしば夜まで続いた。ウッドワードは青に執着し、彼の全てのスーツ、車、駐車スペースまで青色だった。彼の研究室の一つでは、学生らが彼らの師匠の大きな白黒写真を天井から吊り下げていたが、それには大きな青いネクタイが付け加えられていた。その写真は、研究室でのボヤ騒ぎで焼け焦げてしまうまでは、何年か（1970年代前半まで）吊り下げられていた。ウッドワードは運動を嫌悪し、毎晩数時間の睡眠をとり、ヘビースモーカーであり、スコッチ・ウイスキーやマティーニを楽しんだ。

## 受賞
彼の業績に対して、ウッドワードは数多くの賞、称号、名誉博士号を得た。これらは、米国科学アカデミー（1953年）や王立協会（1956年） をはじめとする世界中の科学アカデミーの会員への選出を含む。彼はまた、ポラロイド、ファイザー、メルクなど多くの企業のコンサルタントを務めた。また1970年には日本から勲二等旭日重光章を受勲している。

### 受賞歴
- ジョン・スコット賞（フランクリン協会およびフィラデルフィア市、1945年）
- センテナリー賞（王立化学会、1951年）
- ウィリアム・H・ニコルズ賞（アメリカ化学会ニューヨーク支部、1955年）
- ベークランド・メダル（アメリカ化学会ニュージャージー州北部支部、1955年）
- レムセン賞（アメリカ化学会、1958年）
- デービー・メダル（ロンドン王立協会、1959年）
- ロジャー・アダムス賞（アメリカ化学会、1961年）
- ピウス11世メダル（ローマ教皇庁科学アカデミー、1969年）
- アメリカ国家科学賞（アメリカ合衆国、1964年、For an imaginative new approach to the synthesis of complex organic molecules and, especially, for his brilliant syntheses of strychnine, reserphine, lysergic acid, and chlorophyll）
- ノーベル化学賞（1965年）
- ウィラード・ギブズ賞（アメリカ化学会シカゴ支部、1967年）
- ラヴォアジエ・メダル（フランス化学会、1968年）
- Hanbury Memorial Medal（イギリス王立薬学会、1970年）
- Pierre Bruylants Medal（ルーヴェン大学、1970年）
- AMA Scientific Achievement Award（1971年）
- アーサー・C・コープ賞（アメリカ化学会：ロナルド・ホフマンと共同受賞）
- コプリ・メダル（王立協会、1978年）

## 名誉学位
ウッドワードは以下大学からの名誉博士号を含む20を越す名誉学位を授与されている。
- ウェズリアン大学（1945年）
- ハーバード大学（1957年）
- ケンブリッジ大学（1964年）
- ブランダイス大学（1965年）
- テクニオン - イスラエル工科大学（イスラエルハイファ、1966年）
- ウェスタンオンタリオ大学（カナダ、1968年）
- ルーヴェン大学（ベルギー、1970年）